# Robert Opel
Robert Opel (nacido como Robert Oppel; 23 de octubre de 1939-7 de julio de 1979) fue un fotógrafo y galerista de arte estadounidense más famoso por ser el hombre que realizó un streaking durante la 46.ª edición de los Premios Óscar en 1974.

## Biografía
Opel nació en East Orange, Nueva Jersey, en octubre de 1939. De niño, vivió en Canadá, Kansas y Kentucky antes de que su familia se estableciera en Pittsburgh, Pensilvania, donde asistió a la escuela primaria, secundaria y universidad. Nacido como Robert Oppel, eliminó la segunda "p" de su apellido después de convertirse en activista para distanciarse de su familia en Pittsburgh. A Opel le preocupaba que sus actividades avergonzaran a la familia.
En la universidad, Opel fue elegido para el Congreso Estudiantil y se desempeñó como presidente de un equipo de debate regional. Después de graduarse, trabajó como redactor de discursos para el entonces gobernador de California, Ronald Reagan. En 1974, Opel enseñó inglés como segundo idioma para el Distrito Escolar Unificado de la Ciudad de Los Ángeles. Fue despedido de ese trabajo luego del incidente de los Óscar en 1974.
Opel era dueño de su propio negocio de fotografía, Ideas Photographic. Entre sus clientes estaban la publicación LGBT The Advocate y la revista Finger, donde también fue editor. En 1976, anunció su candidatura a la presidencia de los Estados Unidos, utilizando los lemas "Nothing to Hide" ("Nada que ocultar") y "Not Just Another Crooked Dick", en referencia a sus incidentes de streaking y al presidente Richard Nixon, respectivamente (Nixon había renunciado a su cargo en 1974).
En marzo de 1978, Opel abrió Fey Way Studios, una galería de arte masculino gay, en el 1287 de Howard Street en San Francisco, California. La galería ayudó a traer a la atención nacional a artistas gay eróticos como Tom of Finland y Robert Mapplethorpe y mostró a otros, como Rex.
En 1979, tuvo una relación con Camille O'Grady, hasta su muerte el mismo año.

## Streakingen los Premios Óscar de 1974
El 2 de abril de 1974, Opel se coló entre bastidores haciéndose pasar por periodista para subir al escenario en la 46ª entrega de los Premios de la Academia en el Dorothy Chandler Pavilion de Los Ángeles. Corrió desnudo pasando junto a David Niven haciendo un signo de la paz mientras Niven presentaba a Elizabeth Taylor.

Después de echarse a reír momentáneamente, Niven recuperó la compostura, se volvió hacia la audiencia y bromeó: 
«Bueno, damas y caballeros, eso estaba casi destinado a suceder... ¿Pero no es fascinante pensar que probablemente la única risa que ese hombre consiga en su vida es desnudándose y mostrando sus pequeñeces?».
Más tarde, surgieron algunas pruebas que sugerían que la aparición de Opel fue facilitada por el productor del espectáculo Jack Haley Jr. como un truco. Robert Metzler, el gerente comercial del programa, creía que el incidente había sido planeado de alguna manera. Dijo que, durante el ensayo general, Niven le había pedido a la esposa de Metzler que le prestara un bolígrafo para poder escribir la famosa improvisación. Aparentemente, Opel tuvo que atravesar una costosa cortina de fondo para llegar al escenario.

## Muerte
Opel fue asesinado la noche del 7 de julio de 1979, durante un intento de robo en su estudio de San Francisco por parte de Robert E. Kelly y Maurice Keenan. Tenía 39 años. Kelly fue sentenciado de 25 años a cadena perpetua. El 13 de diciembre de 1983 Keenan fue condenado a muerte, pero la sentencia fue conmutada más tarde por cadena perpetua. Actualmente Keenan cumple cadena perpetua por el asesinato.